# Тессинский мост
Те́ссинский мост — пешеходный мост в Москве через реку Яузу. Построен недалеко от того места, где был старый Тессинский мост 1887 года. Прежний Тессинский мост соединял Тессинский и Берников переулки, разобран в 1930-х годах при строительстве набережных Яузы. Современный Тессинский мост построен в 1991—1992 годах, соединяет Серебрянический переулок с противоположным берегом Яузы.

## Происхождение названия
Мост назван в честь ранее известного домовладельца А. И. Тессина.

## Особенность конструкции
Мост имеет арочную конструкцию с двумя проходами, разделенными «коробом», который облицован мраморными плитами. В коробе находятся трубы теплотрассы.

## Соседние мосты через Яузу
- выше по течению реки — Высокояузский мост
- ниже по течению реки — Астаховский мост